# Cocito
El Cocito (en griego antiguo: Κωκυτός, Kokytós; en latín: Cocȳtus) era un río, tributario del Aqueronte, que fluía en la región griega del Epiro. Se creía que, al igual que el Aqueronte, el Cocito estaba conectado con el inframundo, y de ahí que se terminara describiéndole como un río existente solo en él. Se dice que es hijo de Estigia.
Algunos autores opinan que las aguas del Cocito también discurren por la tierra, el mundo de la superficie. Pausanias, por ejemplo, dice que en el país de los tesprotos, en Ciquiro, se encontraba la laguna Aquerusia y las corrientes del Aqueronte y el funesto Cocito. Apuleyo opina que el Cocito y el Estigia discurren, sin embargo, por tierras arcadias.

## En la mitología griega
En la mitología griega, el Cocito era uno de los ríos principales que discurrían por el Hades. Ya en la Suda se nos dice que Kokytós denomina a la vez el «lamento» y al «río de los lamentos». Su carácter de río como destino de los condenados es utilizado especialmente en la tragedia. La ninfa de las aguas del Cocito, Mente, fue raptada por Hades y metamorfoseada en la menta; algunos creen que Mente era hija del Cocito. Platón dice que aquéllos impíos que han sido condenados en el Tártaro por haber cometido un crimen son arrastrados por sus aguas después de esperar un año entero — en caso de no poder pagar a Caronte— . En la tradición romana (notablemente en Virgilio), el Cocito se convirtió en el principal río del Hades; este refiere a sus aguas de negro limo y que a su alrededor crecen repugnantes cañaverales.
Homero dice que las aguas del Aqueronte confluyen en el Piriflegetonte y el Cocito, brotado en la Estigia. La Teogonía nos dice que todos los dioses fluviales son hijos de Océano y Tetis, pero no se menciona individualmente al Cocito. Platón dice que las aguas del Cocito no se mezclan con otras corrientes sino que sus aguas avanzan serpenteando y desembocan en el Tártaro enfrente del Piriflegetonte. Séneca nos describe el paisaje lúgubre de sus aguas y sus habitantes: «las repugnantes aguas estancadas del Cocito yacen inertes. Aquí gime el buitre, allá el lúgubre búho y resuena el funesto presagio de la infausta lechuza. Se eriza un negruzco follaje en una oscura fronda en la cual sobresale el tejo, en el que se asienta el perezoso Sopor, y el Hambre yace triste con los labios podridos». Unos dicen que la erinis Tisífone alguna vez dio de beber a sus fatigadas serpientes, que emergían de su cabellera, de las aguas sulfurosas. Otros que Alecto posee un morada sobre sus aguas. Al menos desde el Cocito se puede observar el tormento de Ixión.

## En la literatura posterior
Fuera de la cultura clásica, el río Cocito es citado en El paraíso perdido de Milton, en el Tito Andrónico de Shakespeare, en un poema de Friedrich Schiller o incluso en la novela de El capitán Blood.

### En laDivina Comedia

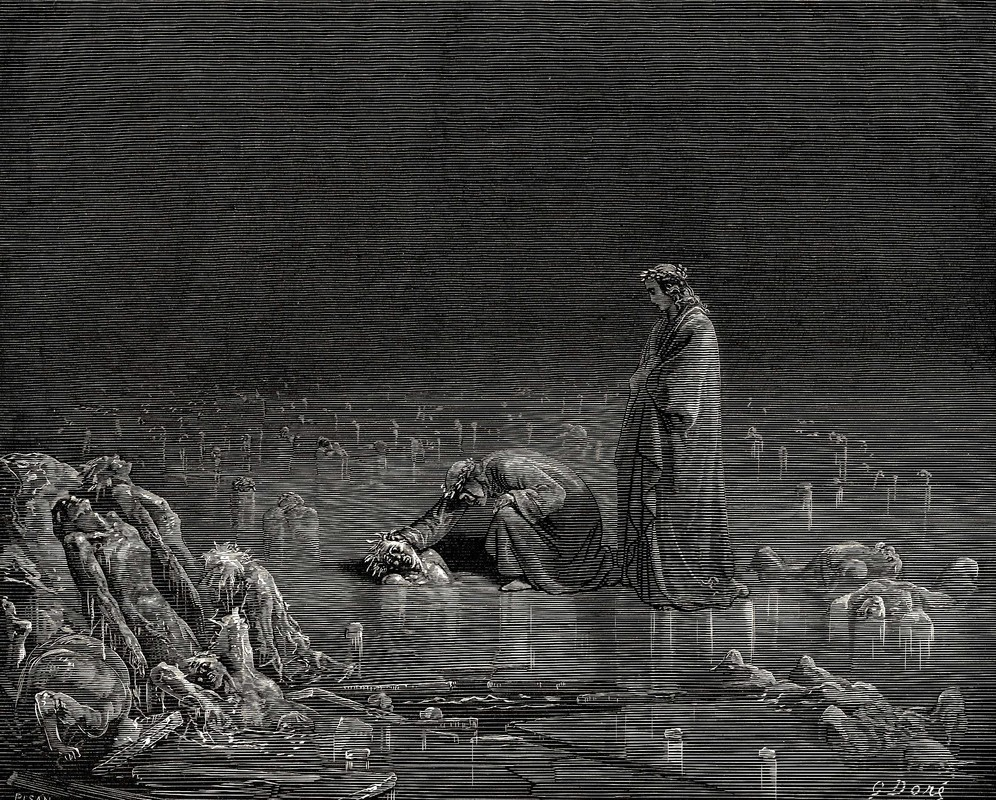
Dante y Virgilio en el Cocito, ilustración de Gustave Doré.

En la visión del Infierno dada por Dante en su Divina Comedia, el Cocito es un inmenso lago congelado, situado en el noveno círculo del Infierno. Aquí, según Dante, se castiga a los traidores, sepultados por el hielo y continuamente afectados por las frías ráfagas de viento producidas por las inmensas alas de Lucifer.
En la descripción de Dante, Cocito es retratado como un lugar terrible, cuyo aire se hace eco de las quejas de las almas que sufren continuamente torturadas por la picadura de las heladas, con extremidades y rostros congelados por el extremo frío.
Según Dante, aquí se castigaban a los pecadores, culpables de traición a la patria, enterrados en el hielo a distintas profundidades, dependiendo de la gravedad de su delito. En consecuencia, Cocito estaría dividido en cuatro zonas circulares concéntricas (4 esferas o secciones) entre ellos:

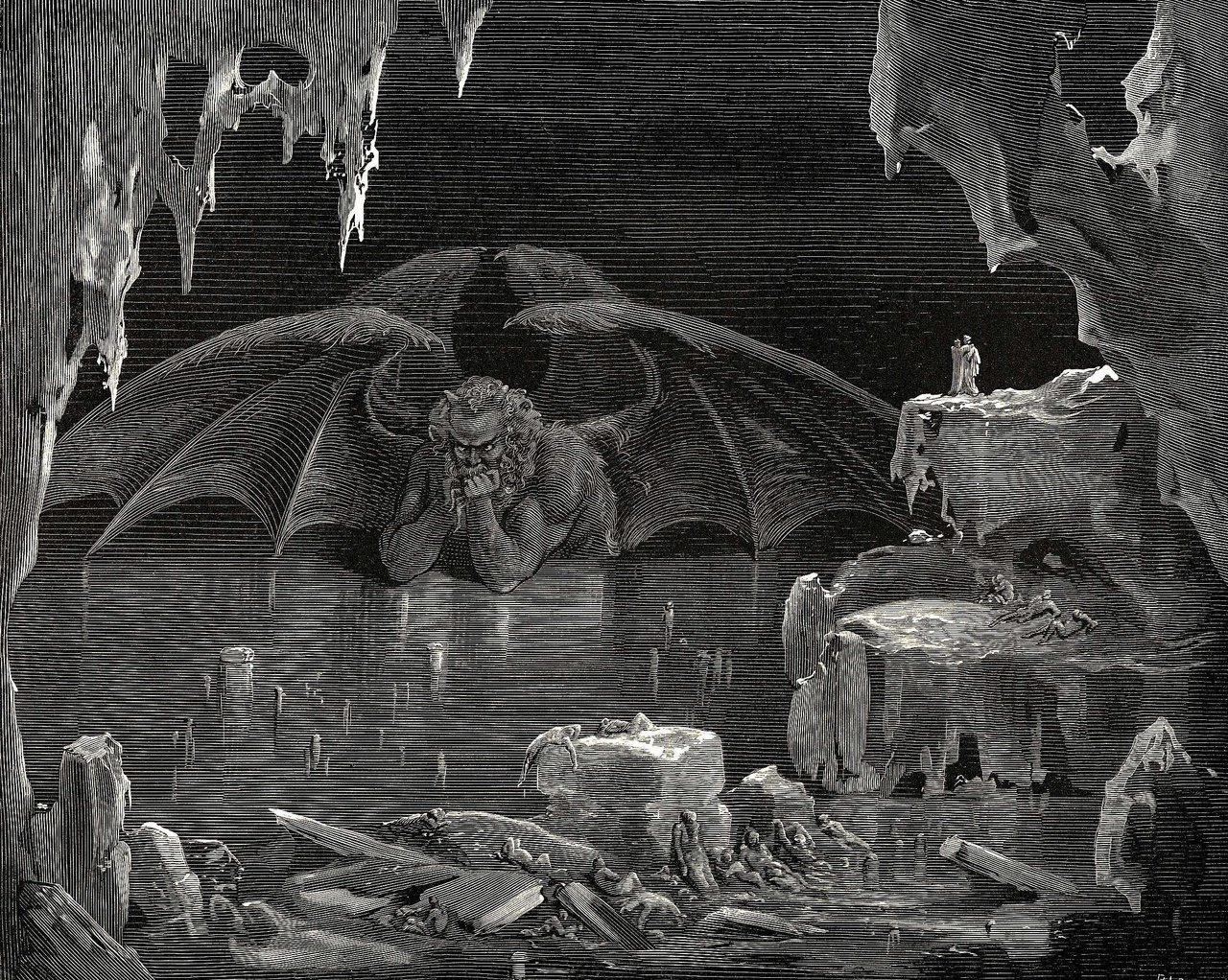
El Cocito dantesco, ilustración de Gustave Doré.

- La Caina, donde son castigados aquellos que traicionaron a sus familiares, enterrados en el hielo hasta el cuello; debe su nombre al personaje bíblico Caín.
- La Antenora, donde son castigados los que traicionaron a su patria, enterrados hasta la cintura, con la parte superior del cuerpo expuesta a los vientos fríos infernales; debe su nombre al personaje Antenor de la Ilíada.
- La Tolomea, donde son castigados los que traicionaron a sus huéspedes, eran recostados con la parte posterior del cuerpo sumergido en el hielo; debe su nombre al personaje Ptolomeo, gobernador de Jericó, quien asesinaba a sus invitados (1 Macabeos).
- La Judeca, donde son castigados los que traicionaron a sus amos y benefactores, completamente inmersos en el hielo; debe su nombre al personaje de los Evangelios Judas Iscariote.

En el corazón de la Judeca, la última de las cuatro zonas concéntricas se encuentra Lucifer, inmerso en una pequeña capa de hielo hasta la cintura. Estos lo describen cómo un enorme trifronte que, con su tremenda boca mastica continuamente en cuestión de segundos a los tres mayores traidores de la historia: Cayo Casio Longino y Marco Junio Bruto, traidores del César y, en la boca central Judas Iscariote, el traidor de Jesús.

## Otros lugares del Inframundo
- Aqueronte
- Prados Asfódelos
- Elíseos
- Érebo
- Estigia
- Flegetonte
- Hades
- Lete
- Tártaro